# Scenopinus megapodemus
Scenopinus megapodemus är en tvåvingeart som beskrevs av Ebejer 2009. Scenopinus megapodemus ingår i släktet Scenopinus och familjen fönsterflugor. Inga underarter finns listade i Catalogue of Life.